# جوليان جوريس
جوليان جوريس (17 مارس 1985 بمتز في فرنسا - ) (بالفرنسية: Julien Gorius)‏ هو لاعب كرة قدم فرنسي في مركز الوسط. لعب مع كيه في ميخيلين ونادي بروكسل ونادي تشانغتشون ياتاي ونادي جينك ونادي ميتز.

## وصلات خارجية
- جوليان جوريس على موقع الاتحاد الأوربي (الإنجليزية)
- جوليان جوريس على موقع قاعدة بيانات كرة القدم.إي يو (الإنجليزية)
- جوليان جوريس على موقع Soccerway.com (الإنجليزية)
- جوليان جوريس على موقع AS.com (الإسبانية)